# Parelbella ahira
Espèce

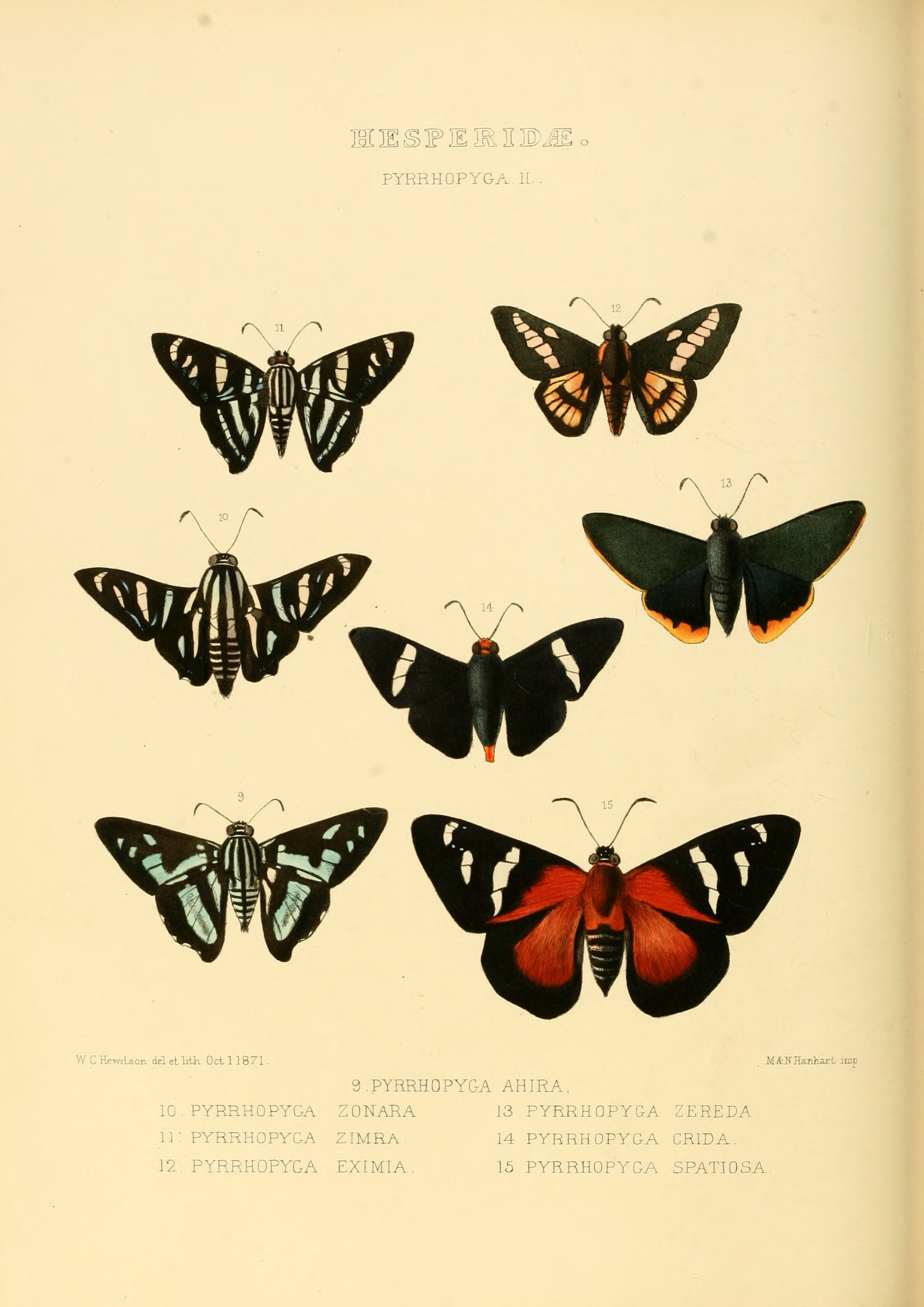
Dessin de phyrrhopyga ahira (figure 9)

Parelbella ahira est une espèce de lépidoptères de la famille des Hesperiidae, de la sous-famille des Pyrginae et de la tribu des Pyrrhopygini.

## Dénomination
Parelbella ahira a été nommé par William Chapman Hewitson en 1866 sous le nom initial d' Hesperia ahira.

### Nom vernaculaire
Parelbella ahira se nomme Ahira Skipper en anglais.

### Sous-espèces
- Parelbella ahira ahira; présent en Colombie, en Bolivie, au Pérou, au Paraguay, au Brésil et en Guyane.
- Parelbella ahira extrema (Röber, 1925); présent au Paraguay et dans le sud-est du Brésil[2].

## Description
Parelbella ahira est un papillon au corps trapu au thorax rayé noir et vert pâle en long et à l'abdomen rayé en cercle. 
Les ailes sont de couleur marron à noir ou bleu nuit avec des bandes vert pâle à bleu pâle veinées de foncé prédominant près du bord interne aux ailes antérieures, parallèles à la marge aux ailes postérieures.
Le revers est semblable.

## Biologie

### Plantes hôtes
Les plantes hôtes de sa chenille sont des Eugenia.

## Écologie et distribution
Parelbella ahira est présent en Colombie, en Bolivie, au Pérou, au Paraguay, au Brésil et en Guyane,..

### Protection
Pas de statut de protection particulier.